# Дереволаз-шабледзьоб
Дереволаз-шабледзьоб (Drymornis bridgesii) — вид горобцеподібних птахів родини горнерових (Furnariidae). Мешкає в Південній Америці. Вид названий на честь британського ботаніка і зоолога Томаса Бріджеса. Це єдиний представник монотипового роду Дереволаз-шабледзьоб (Drymornis).

## Опис

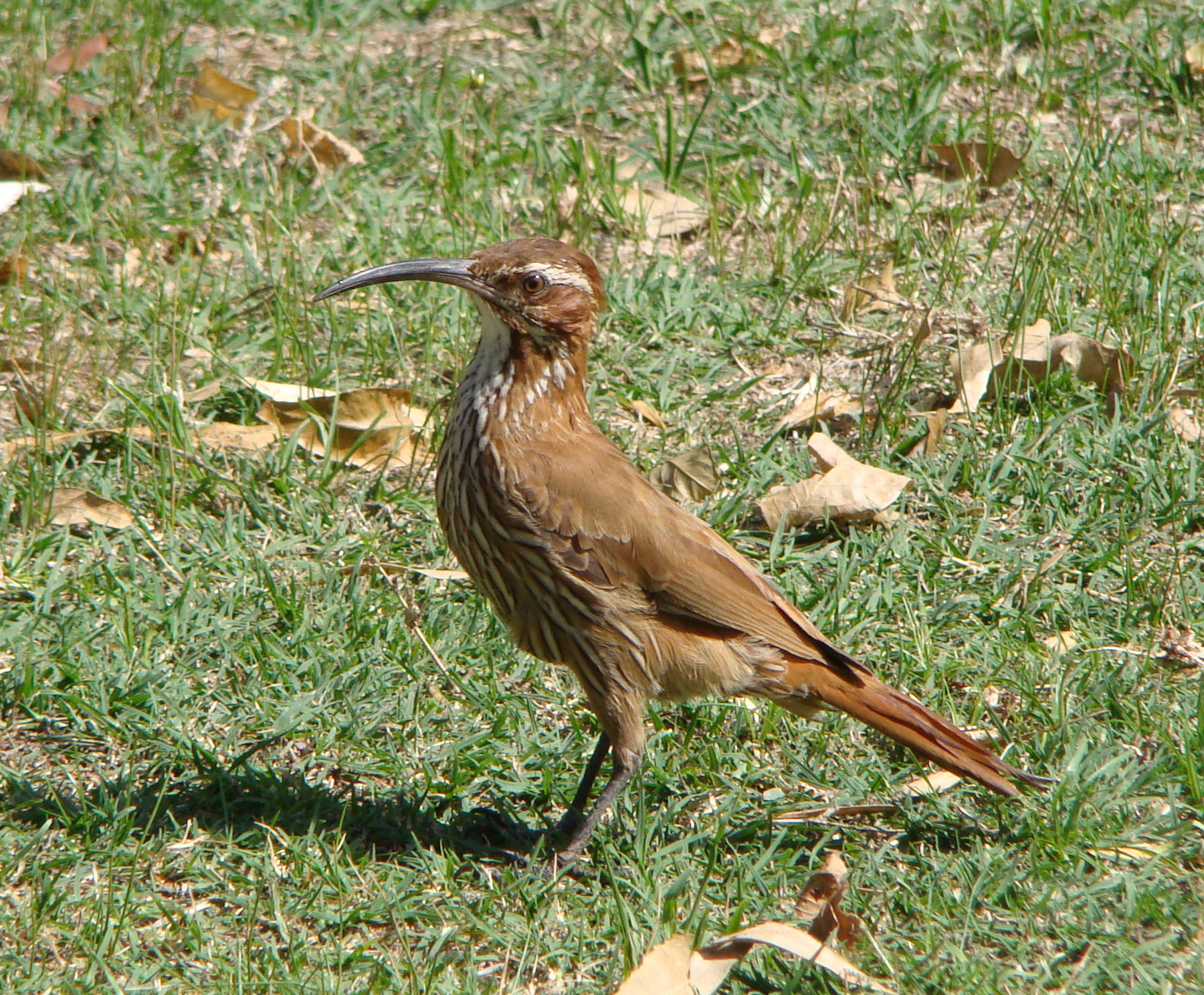
Дереволаз-шабледзьоб

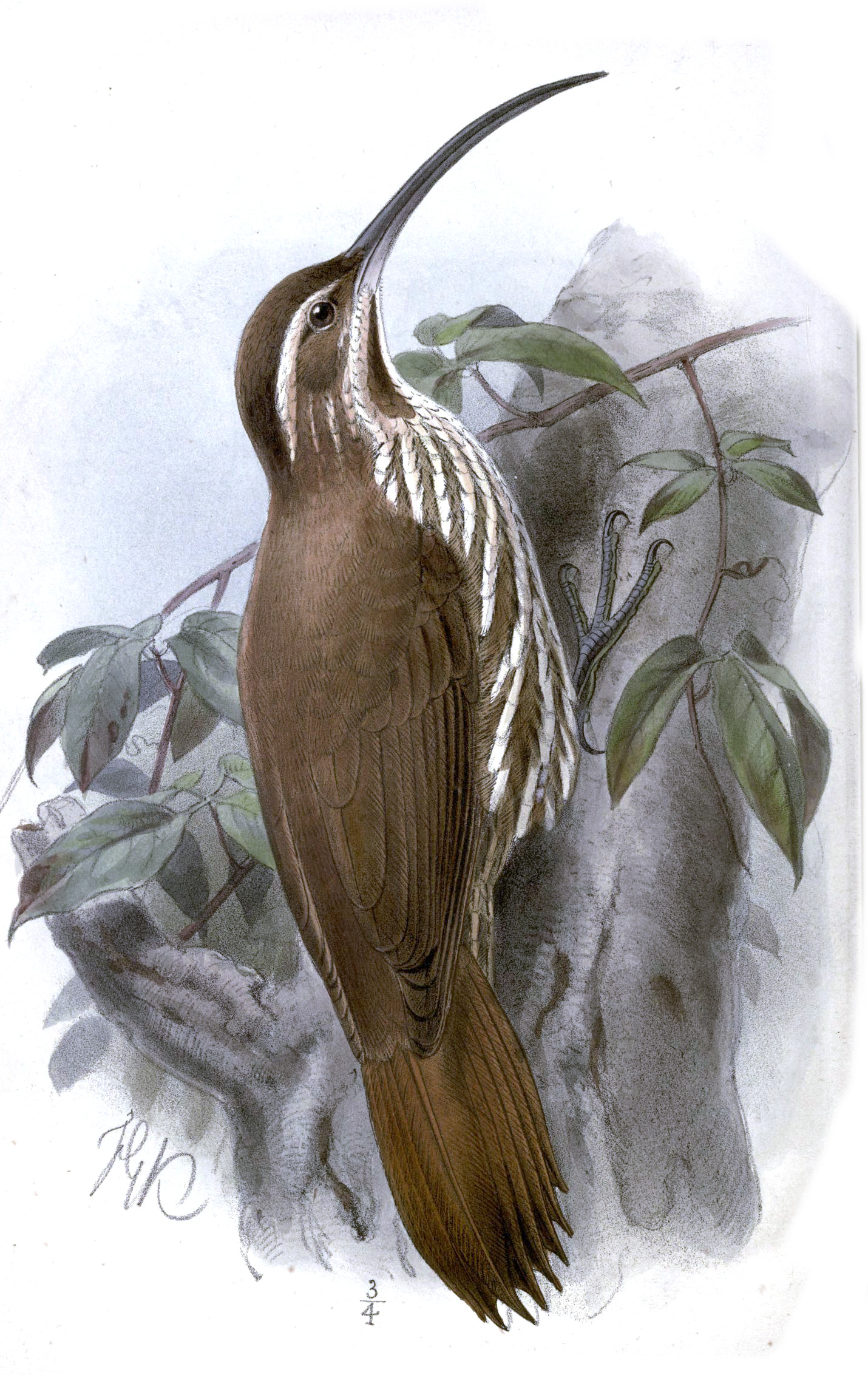
Дереволаз-шабледзьоб

Довжина птаха становить 29—35 см. Самці важать 76—90 г, самиці 87—110 г. Голова темно-коричнева, обличчя і потилиця світло-коричневі. Над очима білуваті «брови», під очима білуваті смуги. Верхня частина тіла світло-коричнева. Нижня частина тіла білувата, груди й живіт поцятковані коричневими смужками. Першорядні махові пера темно-коричневі, другорядні махові пера каштанові. Хвіст каштановий. Очі карі, дзьоб довгий, міцний, вигнутий, зверху темно-коричневий, знизу роговий, лапи темно-коричневі.

## Поширення і екологія
Дереволази-шабледзьоби мешкають на південному сході Болівії, в північній і центральній Аргентині, в Уругваї і західному Парагваї та на крайньому півдні Бразилії (південь Ріу-Гранді-ду-Сул). Вони живуть у сухих тропічних лісах і чагарникових заростях Гран-Чако, в саванах і садах. Зустрічаються на висоті до 100 м над рівнем моря, переважно на висоті до 600 м над рівнем моря. Віддають перевагу заростям Trithrinax, Vachellia caven.

## Поведінка
Дереволази-шабледзьоби зустрічаються поодинці або парами, іноді приєднуються до змішаних зграй птахів. Живляться різноманітними комахами та їх личинками, павуками та іншими безхребетними, дрібними хребетними, яйцями і навіть пташенятами дрібних птахів. Вони шукають їжу на деревах та на землі. Сезон розмноження триває з вересня по грудень. Гніздо відкрите, розміщується в дуплах дерев, зокрема в покинутих дуплах деколів. У кладці 3 білих яйця розміром 32×25 мм. Інкубаційний період триває 14—16 днів, пташенята покидають гніздо через 16—21 днів після вилуплення.